# 9716 Severina
9716 Severina este un asteroid din centura principală de asteroizi.

## Descriere
9716 Severina este un asteroid din centura principală de asteroizi. A fost descoperit pe 27 octombrie 1975 la Zimmerwald de Paul Wild. El prezintă o orbită caracterizată de o semiaxă mare de 2,43 ua, o excentricitate de 0,21 și o înclinație de 2,3° în raport cu ecliptica.